# 10e étape du Tour d'Italie 2018
Pour un article plus général, voir Tour d'Italie 2018.
La 10e étape du Tour d'Italie 2018 se déroule le mardi 15 mai 2018, entre Penne et Gualdo Tadino sur une distance de 244 km.

## Parcours
Cette étape, disputée au lendemain du deuxième jour de repos, est la plus longue du Tour d'Italie 2018.

## Déroulement de la course
Une échappée de dix-sept coureurs se forme dès le départ de la course. Elle ne parvient à creuser qu'un écart d'une minute avec le peloton durant les quinze kilomètres de montée par lesquels débute l'étape. L'équipe Sky mène le peloton à une vitesse élevée afin de distancer Esteban Chaves, coéquipier du maillot rose Simon Yates et deuxième du classement général, en difficulté dès le début de la montée. Le peloton finit par reprendre l'échappée, et l'équipe Sky est relayée par des coureurs des équipes Groupama-FDJ, LottoNL-Jumbo, Sunweb, intéressées par l'élimination de Chaves. Ce dernier reçoit, en début d'étape, l'aide de l'équipe Quick-Step, dont le sprinteur Elia Viviani est également retardé. Trois équipiers,  Chris Juul Jensen, Sam Bewley et Roman Kreuziger, se laissent ensuite décrocher du peloton pour venir aider Chaves. Cet effort est vain : lorsque Quick-Step Floors décide, à une centaine de kilomètres de l'arrivée, de cesser la poursuite, l'équipe Mitchelton-Scott abandonne à son tour et laisse l'écart se creuser.
À l'avant de la course, de nouvelles échappées sont rendues possibles par la nouvelle situation. Marco Frapporti (Androni Giocattoli) attaque seul et prend deux minutes et demie d'avance. Davide Villella (Astana) se lance à sa poursuite au moment d'aborder l'ascension vers Annifo et est suivi par Matej Mohorič (Bahrain-Merida). Ces deux coureurs rejoignent rapidement Frapporti et le distance dans la partie la plus difficile de la montée. Ils sont ensuite rattrapés par Nico Denz (AG2R La Mondiale), qui parvient à rester avec Mohoric alors que Villela est lâché. Le nouveau duo de tête collabore jusqu'à l'arrivée, Mohoric bat Denz au sprint. Pour la troisième place, Sam Bennett gagne le sprint du peloton, arrivé avec 34 secondes de retard.
Estaban Chaves arrive dans un groupe d'une cinquantaine de coureurs plus de 25 minutes après Mohoric. Il passe de la deuxième à la 39e place du classement général et abandonne tout espoir de bien y figurer.

## Résultats

### Classement de l'étape
| \| Classement de l'étape \| Classement de l'étape \| Classement de l'étape \| Classement de l'étape \| Classement de l'étape \| \| Coureur \| Coureur \| Pays \| Équipe \| Temps \| \| --------------------- \| --------------------- \| --------------------- \| --------------------------- \| --------------------- \| \| 1er \| Matej Mohorič \| Slovénie \| Bahrain-Merida \| 6 h 04 min 52 s \| \| 2e \| Nico Denz \| Allemagne \| AG2R La Mondiale \| + 0 s \| \| 3e \| Sam Bennett \| Irlande \| Bora-Hansgrohe \| + 34 s \| \| 4e \| Enrico Battaglin \| Italie \| LottoNL-Jumbo \| + 34 s \| \| 5e \| Davide Ballerini \| Italie \| Androni Giocattoli-Sidermec \| + 34 s \| \| 6e \| Mads Würtz Schmidt \| Danemark \| Katusha-Alpecin \| + 34 s \| \| 7e \| Francesco Gavazzi \| Italie \| Androni Giocattoli-Sidermec \| + 34 s \| \| 8e \| Jarlinson Pantano \| Colombie \| Trek-Segafredo \| + 34 s \| \| 9e \| Gianluca Brambilla \| Italie \| Trek-Segafredo \| + 34 s \| \| 10e \| José Gonçalves \| Portugal \| Katusha-Alpecin \| + 34 s \| |                    |           |                             |                 |
| |                    |           |                             |                 |
| Source : ProCyclingStats |                    |           |                             |                 |
| Classement de l'étape |                    |           |                             |                 |
| Coureur | Coureur            | Pays      | Équipe                      | Temps           |
| 1er | Matej Mohorič      | Slovénie  | Bahrain-Merida              | 6 h 04 min 52 s |
| 2e | Nico Denz          | Allemagne | AG2R La Mondiale            | + 0 s           |
| 3e | Sam Bennett        | Irlande   | Bora-Hansgrohe              | + 34 s          |
| 4e | Enrico Battaglin   | Italie    | LottoNL-Jumbo               | + 34 s          |
| 5e | Davide Ballerini   | Italie    | Androni Giocattoli-Sidermec | + 34 s          |
| 6e | Mads Würtz Schmidt | Danemark  | Katusha-Alpecin             | + 34 s          |
| 7e | Francesco Gavazzi  | Italie    | Androni Giocattoli-Sidermec | + 34 s          |
| 8e | Jarlinson Pantano  | Colombie  | Trek-Segafredo              | + 34 s          |
| 9e | Gianluca Brambilla | Italie    | Trek-Segafredo              | + 34 s          |
| 10e | José Gonçalves     | Portugal  | Katusha-Alpecin             | + 34 s          |

### Points attribués
|   | Cycliste         | Pays       | Équipe                      | Points |
| - | ---------------- | ---------- | --------------------------- | ------ |
| 1 | Davide Ballerini | Italie     | Androni Giocattoli-Sidermec | 10     |
| 2 | Benjamin King    | États-Unis | Dimension Data              | 6      |
| 3 | Koen Bouwman     | Pays-Bas   | Lotto NL-Jumbo              | 3      |
| 4 | Matej Mohorič    | Slovénie   | Bahrain-Merida              | 2      |
| 5 | Ben Hermans      | Belgique   | Israel Cycling Academy      | 1      |

|   | Cycliste              | Pays        | Équipe                      | Points | Bonif |
| - | --------------------- | ----------- | --------------------------- | ------ | ----- |
| 1 | Simon Yates           | Royaume-Uni | Mitchelton-Scott            | 10     | 3 s   |
| 2 | Thibaut Pinot         | France      | Groupama-FDJ                | 6      | 2 s   |
| 3 | Davide Ballerini      | Italie      | Androni Giocattoli-Sidermec | 3      | 1 s   |
| 4 | Sébastien Reichenbach | Suisse      | Groupama-FDJ                | 2      |       |
| 5 | Georg Preidler        | Autriche    | Groupama-FDJ                | 1      |       |

| - Sprint final de Gualdo Tadino (km 244) : \| \| Cycliste \| Pays \| Équipe \| Points \| Bonif \| \| -- \| ------------------ \| --------- \| --------------------------- \| ------ \| ----- \| \| 1 \| Matej Mohorič \| Slovénie \| Bahrain-Merida \| 25 \| 10 s \| \| 2 \| Nico Denz \| Allemagne \| AG2R La Mondiale \| 18 \| 6 s \| \| 3 \| Sam Bennett \| Irlande \| Bora-Hansgrohe \| 12 \| 4 s \| \| 4 \| Enrico Battaglin \| Italie \| Lotto NL-Jumbo \| 8 \| \| \| 5 \| Davide Ballerini \| Italie \| Androni Giocattoli-Sidermec \| 6 \| \| \| 6 \| Mads Würtz Schmidt \| Danemark \| Katusha-Alpecin \| 5 \| \| \| 7 \| Francesco Gavazzi \| Italie \| Androni Giocattoli-Sidermec \| 4 \| \| \| 8 \| Jarlinson Pantano \| Colombie \| Trek-Segafredo \| 3 \| \| \| 9 \| Gianluca Brambilla \| Italie \| Trek-Segafredo \| 2 \| \| \| 10 \| José Gonçalves \| Portugal \| Katusha-Alpecin \| 1 \| \| |                    |           |                             |        |       |
| | Cycliste           | Pays      | Équipe                      | Points | Bonif |
| 1 | Matej Mohorič      | Slovénie  | Bahrain-Merida              | 25     | 10 s  |
| 2 | Nico Denz          | Allemagne | AG2R La Mondiale            | 18     | 6 s   |
| 3 | Sam Bennett        | Irlande   | Bora-Hansgrohe              | 12     | 4 s   |
| 4 | Enrico Battaglin   | Italie    | Lotto NL-Jumbo              | 8      |       |
| 5 | Davide Ballerini   | Italie    | Androni Giocattoli-Sidermec | 6      |       |
| 6 | Mads Würtz Schmidt | Danemark  | Katusha-Alpecin             | 5      |       |
| 7 | Francesco Gavazzi  | Italie    | Androni Giocattoli-Sidermec | 4      |       |
| 8 | Jarlinson Pantano  | Colombie  | Trek-Segafredo              | 3      |       |
| 9 | Gianluca Brambilla | Italie    | Trek-Segafredo              | 2      |       |
| 10 | José Gonçalves     | Portugal  | Katusha-Alpecin             | 1      |       |

### Cols et côtes
|   | Cycliste          | Pays       | Équipe           | Points |
| - | ----------------- | ---------- | ---------------- | ------ |
| 1 | Giulio Ciccone    | Italie     | Bardiani CSF     | 15     |
| 2 | Matteo Montaguti  | Italie     | AG2R La Mondiale | 8      |
| 3 | Koen Bouwman      | Pays-Bas   | Lotto NL-Jumbo   | 6      |
| 4 | Matej Mohorič     | Slovénie   | Bahrain-Merida   | 4      |
| 5 | Luis León Sánchez | Espagne    | Astana           | 2      |
| 6 | Benjamin King     | États-Unis | Dimension Data   | 1      |

|   | Cycliste         | Pays      | Équipe           | Points |
| - | ---------------- | --------- | ---------------- | ------ |
| 1 | Giulio Ciccone   | Italie    | Bardiani CSF     | 7      |
| 2 | Matteo Montaguti | Italie    | AG2R La Mondiale | 4      |
| 3 | Matej Mohorič    | Slovénie  | Bahrain-Merida   | 2      |
| 4 | Tony Martin      | Allemagne | Katusha-Alpecin  | 1      |

- Côte d'Annifo, 4e catégorie (km 213,5) :

|   | Cycliste        | Pays     | Équipe                      | Points |
| - | --------------- | -------- | --------------------------- | ------ |
| 1 | Matej Mohorič   | Slovénie | Bahrain-Merida              | 3      |
| 2 | Davide Villella | Italie   | Astana                      | 2      |
| 3 | Marco Frapporti | Italie   | Androni Giocattoli-Sidermec | 1      |

## Classements à l'issue de l'étape

### Classement général
| \| Classement général \| Classement général \| Classement général \| Classement général \| Classement général \| \| Coureur \| Coureur \| Pays \| Équipe \| Temps \| \| ------------------ \| ------------------ \| ------------------ \| ------------------------- \| ------------------ \| \| 1er \| Simon Yates \| Royaume-Uni \| Mitchelton-Scott \| 43 h 42 min 38 s \| \| 2e \| Tom Dumoulin \| Pays-Bas \| Team Sunweb \| + 41 s \| \| 3e \| Thibaut Pinot \| France \| Groupama-FDJ \| + 46 s \| \| 4e \| Domenico Pozzovivo \| Italie \| Bahrain-Merida \| + 1 min 00 s \| \| 5e \| Richard Carapaz \| Équateur \| Movistar Team \| + 1 min 23 s \| \| 6e \| George Bennett \| Nouvelle-Zélande \| LottoNL-Jumbo \| + 1 min 36 s \| \| 7e \| Rohan Dennis \| Australie \| BMC Racing Team \| + 2 min 08 s \| \| 8e \| Pello Bilbao \| Espagne \| Astana \| + 2 min 08 s \| \| 9e \| Michael Woods \| Canada \| EF Education First-Drapac \| + 2 min 28 s \| \| 10e \| Christopher Froome \| Royaume-Uni \| Team Sky \| + 2 min 30 s \| |                    |                  |                           |                  |
| |                    |                  |                           |                  |
| Source : ProCyclingStats |                    |                  |                           |                  |
| Classement général |                    |                  |                           |                  |
| Coureur | Coureur            | Pays             | Équipe                    | Temps            |
| 1er | Simon Yates        | Royaume-Uni      | Mitchelton-Scott          | 43 h 42 min 38 s |
| 2e | Tom Dumoulin       | Pays-Bas         | Team Sunweb               | + 41 s           |
| 3e | Thibaut Pinot      | France           | Groupama-FDJ              | + 46 s           |
| 4e | Domenico Pozzovivo | Italie           | Bahrain-Merida            | + 1 min 00 s     |
| 5e | Richard Carapaz    | Équateur         | Movistar Team             | + 1 min 23 s     |
| 6e | George Bennett     | Nouvelle-Zélande | LottoNL-Jumbo             | + 1 min 36 s     |
| 7e | Rohan Dennis       | Australie        | BMC Racing Team           | + 2 min 08 s     |
| 8e | Pello Bilbao       | Espagne          | Astana                    | + 2 min 08 s     |
| 9e | Michael Woods      | Canada           | EF Education First-Drapac | + 2 min 28 s     |
| 10e | Christopher Froome | Royaume-Uni      | Team Sky                  | + 2 min 30 s     |

### Classement du meilleur jeune
| Classement du meilleur jeune | Classement du meilleur jeune | Classement du meilleur jeune | Classement du meilleur jeune | Classement du meilleur jeune |
| Coureur                      | Coureur                      | Pays                         | Équipe                       | Temps                        |
| ---------------------------- | ---------------------------- | ---------------------------- | ---------------------------- | ---------------------------- |
| 1er                          | Richard Carapaz              | Équateur                     | Movistar Team                | 43 h 44 min 01 s             |
| 2e                           | Miguel Ángel López           | Colombie                     | Astana                       | + 1 min 14 s                 |
| 3e                           | Ben O'Connor                 | Australie                    | Dimension Data               | + 1 min 16 s                 |
| 4e                           | Sam Oomen                    | Pays-Bas                     | Team Sunweb                  | + 1 min 34 s                 |
| 5e                           | Maximilian Schachmann        | Allemagne                    | Quick-Step Floors            | + 2 min 17 s                 |
| 6e                           | Valerio Conti                | Italie                       | UAE Team Emirates            | + 9 min 30 s                 |
| 7e                           | Fausto Masnada               | Italie                       | Androni Giocattoli-Sidermec  | + 10 min 14 s                |
| 8e                           | Jack Haig                    | Australie                    | Mitchelton-Scott             | + 19 min 14 s                |
| 9e                           | Matej Mohorič                | Slovénie                     | Bahrain-Merida               | + 23 min 02 s                |
| 10e                          | Felix Großschartner          | Autriche                     | Bora-Hansgrohe               | + 33 min 30 s                |

### Classement aux points
| Classement par points | Classement par points | Classement par points | Classement par points       | Classement par points |
| Coureur               | Coureur               | Pays                  | Équipe                      | Points                |
| --------------------- | --------------------- | --------------------- | --------------------------- | --------------------- |
| 1er                   | Elia Viviani          | Italie                | Quick-Step Floors           | 178 pts               |
| 2e                    | Sam Bennett           | Irlande               | Bora-Hansgrohe              | 112 pts               |
| 3e                    | Davide Ballerini      | Italie                | Androni Giocattoli-Sidermec | 87 pts                |
| 4e                    | Sacha Modolo          | Italie                | EF Education First-Drapac   | 73 pts                |
| 5e                    | Simon Yates           | Royaume-Uni           | Mitchelton-Scott            | 61 pts                |
| 6e                    | Enrico Battaglin      | Italie                | LottoNL-Jumbo               | 53 pts                |
| 7e                    | Guillaume Boivin      | Canada                | Israel Cycling Academy      | 52 pts                |
| 8e                    | Marco Frapporti       | Italie                | Androni Giocattoli-Sidermec | 49 pts                |
| 9e                    | Maxim Belkov          | Russie                | Katusha-Alpecin             | 46 pts                |
| 10e                   | Niccolò Bonifazio     | Italie                | Bahrain-Merida              | 43 pts                |

### Classement du meilleur grimpeur
| Classement de la montagne | Classement de la montagne | Classement de la montagne | Classement de la montagne   | Classement de la montagne |
| Coureur                   | Coureur                   | Pays                      | Équipe                      | Points                    |
| ------------------------- | ------------------------- | ------------------------- | --------------------------- | ------------------------- |
| 1er                       | Simon Yates               | Royaume-Uni               | Mitchelton-Scott            | 55 pts                    |
| 2e                        | Esteban Chaves            | Colombie                  | Mitchelton-Scott            | 47 pts                    |
| 3e                        | Thibaut Pinot             | France                    | Groupama-FDJ                | 36 pts                    |
| 4e                        | Richard Carapaz           | Équateur                  | Movistar Team               | 23 pts                    |
| 5e                        | Giulio Ciccone            | Italie                    | Bardiani CSF                | 22 pts                    |
| 6e                        | Fausto Masnada            | Italie                    | Androni Giocattoli-Sidermec | 21 pts                    |
| 7e                        | Domenico Pozzovivo        | Italie                    | Bahrain-Merida              | 16 pts                    |
| 8e                        | Natnael Berhane           | Érythrée                  | Dimension Data              | 15 pts                    |
| 9e                        | Davide Formolo            | Italie                    | Bora-Hansgrohe              | 12 pts                    |
| 10e                       | Mikaël Cherel             | France                    | AG2R La Mondiale            | 12 pts                    |

### Classements par équipes
| Classement par équipes | Classement par équipes | Classement par équipes | Classement par équipes |
| Équipe                 | Équipe                 | Pays                   | Temps                  |
| ---------------------- | ---------------------- | ---------------------- | ---------------------- |
| 1re                    | Mitchelton-Scott       | Australie              | 131 h 11 min 59 s      |
| 2e                     | Astana                 | Kazakhstan             | + 3 min 48 s           |
| 3e                     | Sky                    | Royaume-Uni            | + 4 min 30 s           |
| 4e                     | Movistar Team          | Espagne                | + 13 min 25 s          |
| 5e                     | UAE Team Emirates      | Émirats arabes unis    | + 14 min 28 s          |
| 6e                     | Team Sunweb            | Allemagne              | + 25 min 21 s          |
| 7e                     | Dimension Data         | Afrique du Sud         | + 25 min 36 s          |
| 8e                     | AG2R La Mondiale       | France                 | + 26 min 25 s          |
| 9e                     | Groupama-FDJ           | France                 | + 28 min 06 s          |
| 10e                    | Bora-Hansgrohe         | Allemagne              | + 30 min 40 s          |

| Classement par équipes | Classement par équipes | Classement par équipes | Classement par équipes |
| Équipe                 | Équipe                 | Pays                   | Temps                  |
| ---------------------- | ---------------------- | ---------------------- | ---------------------- |
| 1re                    | Mitchelton-Scott       | Australie              | 131 h 11 min 59 s      |
| 2e                     | Astana                 | Kazakhstan             | + 3 min 48 s           |
| 3e                     | Sky                    | Royaume-Uni            | + 4 min 30 s           |
| 4e                     | Movistar Team          | Espagne                | + 13 min 25 s          |
| 5e                     | UAE Team Emirates      | Émirats arabes unis    | + 14 min 28 s          |
| 6e                     | Team Sunweb            | Allemagne              | + 25 min 21 s          |
| 7e                     | Dimension Data         | Afrique du Sud         | + 25 min 36 s          |
| 8e                     | AG2R La Mondiale       | France                 | + 26 min 25 s          |
| 9e                     | Groupama-FDJ           | France                 | + 28 min 06 s          |
| 10e                    | Bora-Hansgrohe         | Allemagne              | + 30 min 40 s          |

| Classement par équipes aux points | Classement par équipes aux points | Classement par équipes aux points | Classement par équipes aux points |
| Équipe                            | Équipe                            | Pays                              | Points                            |
| --------------------------------- | --------------------------------- | --------------------------------- | --------------------------------- |

| Classement par équipes aux points | Classement par équipes aux points | Classement par équipes aux points | Classement par équipes aux points |
| Équipe                            | Équipe                            | Pays                              | Points                            |
| --------------------------------- | --------------------------------- | --------------------------------- | --------------------------------- |

## Abandon
- 128 -  Rafael Valls (Movistar) : abandon